# اچ‌ام‌سی‌اس پاتریوت
اچ‌ام‌سی‌اس پاتریوت (به انگلیسی: HMCS Patriot) یک کشتی بود که طول آن ۲۷۴ فوت (۸۴ متر) بود. این کشتی در سال ۱۹۱۶ ساخته شد.